# أليز ليلي منتر
أليز ليلي مونتر (بالإنجليزية: Alize Lily Mounter)‏ (ولدت في 29 سبتمبر 1988) ممثلة وصحافية وعارضة أزياء ويلزية وحاملة لقب ملكة جمال سابقة بعدما توجت ملكة جمال إنجلترا 2011. ومثلت إنجلترا في مسابقة ال 61 ملكة جمال العالم في لندن،  حيث احتلت المركز السابع وكانت المرتبة الرابعة بشكل عام. حصلت على ألقاب ملكة جمال العالم في أوروبا ، ملكة جمال المملكة المتحدة وملكة جمال شاطئ العالم. في وقت لاحق مثلت المملكة المتحدة في ملكة جمال الدولية في 21 أكتوبر 2012 في أوكيناوا ، اليابان.

## روابط خارجية
- الموقع الرسمي